# Bất đẳng thức Popoviciu
Trong giải tích lồi, bất đẳng thức Popoviciu là một bất đẳng thức thể hiện một tính chất của các hàm số lồi. Bất đẳng thức này được tìm ra bởi Tiberiu Popoviciu, một nhà toán học người Romania. Bất đẳng thức này có nội dung như sau::
Cho hàm số f là hàm số xác định lồi trên khoảng {\displaystyle I\subseteq \mathbb {R} } to {\displaystyle \mathbb {R} }. Khi đó với bất kỳ ba số thực  x, y, z thuộc I ta có:
{\displaystyle {\frac {f(x)+f(y)+f(z)}{3}}+f\left({\frac {x+y+z}{3}}\right)\geq {\frac {2}{3}}\left[f\left({\frac {x+y}{2}}\right)+f\left({\frac {y+z}{2}}\right)+f\left({\frac {z+x}{2}}\right)\right].}

Nếu như f là  hàm số liên tục, và lồi chặt thì đẳng thức (dấu = trong bất đẳng thức) xảy ra khi và chỉ khi x = y = z.
Bất đẳng thức Popoviciu cũng có thể phát biểu dưới dạng bất đẳng thức có trọng số. Bất đẳng thức Popoviciu phát biểu và chứng minh đầu tiên bằng tiếng Romani nhưng có thể tìm thấy một bản review bằng tiếng Anh tại.